# La Scène du crime
Pour la notion de criminologie, voir Scène de crime.
Pour les articles homonymes, voir Scène de crime (homonymie).
Pour plus de détails, voir Fiche technique et Distribution.
La Scène du crime (titre original : Scene of the Crime) est un film américain en noir et blanc réalisé par Roy Rowland, sorti en 1949.

## Synopsis
Un soir, dans une rue de Los Angeles, un jeune couple est témoin de l'assassinat, par un malfrat, du policier Monigan. Son collègue Mike Conovan, chargé de l'enquête, fait appel à son réseau d'informateurs, notamment Sleeper, pour identifier le meurtrier. Accaparé par ses investigations, Conovan en vient à négliger sa femme, Gloria.

## Fiche technique
- Titre : La Scène du crime
- Titre original : Scene of the Crime
- Scénario : Charles Schnee, d'après une histoire de John Bartlow Martin
- Musique : André Previn
- Directeurs artistiques : Cedric Gibbons et Leonid Vasian
- Décors de plateau : Alfred E. Spencer et Edwin B. Willis
- Costumes féminins : Irene
- Directeur de la photographie : Paul Vogel
- Montage : Robert Kern
- Producteur : Harry Raft
- Société de production : Metro-Goldwyn-Mayer
- Société de distribution : Loew's Inc.
- Format : noir et blanc — 35 mm — 1,37:1 — son : mono (Western Electric Sound System)
- Genre : drame, policier, film noir
- Durée : 94 minutes
- Dates de sortie : 
  - États-Unis : 28 juillet 1949
  - France : 27 août 1954

## Distribution
- Van Johnson : Mike Conovan
- Arlene Dahl : Gloria Conovan
- Gloria DeHaven : Lili
- Tom Drake : le détective 'C.C.' Gordon
- Leon Ames : le capitaine A.C. Forster
- John McIntire : le détective Fred Piper
- Donald Woods : Bob Herkimer
- Norman Lloyd : Sleeper
- Jerome Cowan : Arthur Webson
- Tom Powers : Umpire Menafoe
- Richard Benedict : Turk Kingby
- Anthony Caruso : Tony Rutzo
- Robert Gist : P.J. Pontiac
- Romo Vincent : Hippo
- Tom Helmore : Norrie Lorfield
- William Haade : Lafe Douque

Acteurs non crédités
- Don Haggerty : un détective
- Richard Irving : un docteur
- Mickey Kuhn : Ed Monigan Jr.
- Merrill McCormick : le vieil homme
- Charles Wagenheim : le témoin nerveux